# 이맹기
이맹기(李孟基, 1925년 3월 4일 ~ 2004년 12월 9일)은 대한민국 해군 군인 출신의 정치인 겸 기업가이다. 호는 해성(海星)이다.
1965년 대한해운을 창업하여 2003년까지 경영하였으며, 아들 이진방이 대한해운 사장직을 물려받았다.

## 약력
- 해군사관학교 졸업 (제1기)
- 육군보병학교 졸업
- 국방대학교 졸업
- 제6대 해군참모총장
- 국가재건최고회의 최고위원
- 대한해운공사 사장
- 대한해운 사장, 회장
- 대한선주협회 회장
- 제18~21대 대한민국재향군인회 회장
- 국가보위입법회의 입법의원

## 참고 자료
- “대한해운 이맹기 명예회장 별세”. 조선일보. 2004년 12월 10일. 2008년 2월 13일에 확인함.[깨진 링크(과거 내용 찾기)]
- “이맹기 대한해운 명예회장 별세”. 한겨레. 2004년 12월 10일. 2005년 4월 21일에 원본 문서에서 보존된 문서. 2008년 2월 13일에 확인함.

| 전임 이성호 | 제6대 해군참모총장 1962년 9월 28일 ~ 1964년 9월 10일 | 후임 함명수 |